# 小折本町
小折本町（こおりほんまち）は、愛知県江南市の地名。小折本町小松原（こおりほんまちこまつばら）・小折本町栄（こおりほんまちさかえ）・小折本町白山（こおりほんまちはくさん）・小折本町柳橋（こおりほんまちやなぎばし）がある。

## 地理
江南市南部に位置する。東は曽本町・丹羽郡大口町、西は小折東町、北は小折町に接する。

### 河川・池沼
- 五条川

### 交通
- 愛知県道172号西之島江南線
- 愛知県道157号小口岩倉線（柳街道）

### 施設
- 江南市立布袋南部地区学習等供用施設
- 勲碧酒造
- 観音寺
- 小折白山遊園地

- 勲碧酒造
- 観音寺

## 歴史

### 沿革
- 1986年（昭和61年） - 江南市小折の一部により、同市小折本町が成立[2]。

### 人口の変遷
国勢調査による人口および世帯数の推移。
| 2000年（平成12年） | 241世帯 842人 |  |
| 2005年（平成17年） | 280世帯 931人 |  |
| 2010年（平成22年） | 299世帯 971人 |  |
| 2015年（平成27年） | 316世帯 951人 |  |
| 2020年（令和2年）  | 333世帯 959人 |  |

### WEB
1. 1 2  総務省統計局 (2022年2月10日). “令和2年国勢調査の調査結果(e-Stat) - 男女別人口，外国人人口及び世帯数－町丁・字等” (CSV). 2023年8月2日閲覧。
2. ↑  “愛知県江南市の町丁・字一覧”.   人口統計ラボ. 2024年8月9日閲覧。
3. ↑  “愛知県江南市の郵便番号一覧”.   日本郵便. 2024年8月9日閲覧。
4. ↑  “市外局番の一覧” (PDF).   総務省 (2022年3月1日). 2022年3月22日閲覧。
5. ↑  “ナンバープレートについて”.   一般社団法人愛知県自動車会議所. 2024年1月21日閲覧。
6. ↑  “愛知県江南市の住所一覧”.   ゼンリン. 2024年8月9日閲覧。
7. ↑  総務省統計局 (2014年5月30日). “平成12年国勢調査の調査結果(e-Stat) - 男女別人口及び世帯数 －町丁・字等” (CSV). 2021年7月20日閲覧。
8. ↑  総務省統計局 (2014年6月27日). “平成17年国勢調査の調査結果(e-Stat) - 男女別人口及び世帯数 －町丁・字等” (CSV). 2021年7月21日閲覧。
9. ↑  総務省統計局 (2012年1月20日). “平成22年国勢調査の調査結果(e-Stat) - 男女別人口及び世帯数 －町丁・字等” (CSV). 2021年7月21日閲覧。
10. ↑  総務省統計局 (2017年1月27日). “平成27年国勢調査の調査結果(e-Stat) - 男女別人口及び世帯数 －町丁・字等” (CSV). 2021年7月21日閲覧。

### 書籍
1. 1 2  「角川日本地名大辞典」編纂委員会 1989, p. 1673.
2. ↑  「角川日本地名大辞典」編纂委員会 1989, p. 544.